# Таке Іонеску
Таке Іонеску (рум. Take Ionescu; *25 жовтня 1858, Плоєшті, Волощина — †2 червня 1922, Рим) — румунський державний діяч. Прем'єр-міністр; міністр у справах релігії та народної освіти; міністр фінансів; міністр внутрішніх справ; міністр закордонних справ Румунії. 
Лідер Демократично-Консервативної партії. 
Також журналіст, письменник, юрист. 

## Біографія
Вважається представником політичних ідей румунського середнього класу в кінці ХІХ на початку ХХ століття. Його політична кар'єра розпочалася зі вступу в Національно-ліберальну і Консервативну партії в 1891. Після 1908 створив свою власну Демократично-консервативну партію.
З 1891 по 1895 і з 11 квітня 1899 по 7 липня 1901 Іонеску обіймав пост міністра у справах релігії і народної освіти. У 1901 — міністр фінансів, з 22 грудня 1904 до 11 березня 1907 і з 14 жовтня 1910 по 31 грудня 1913 — міністр внутрішніх справ.
Після Першої світової війни Іонеску займав пост міністра закордонних справ в уряді генерала Авереску (Народна партія).
18 грудня 1921 Іонеску призначений королем Фердинандом I прем'єр-міністром Румунії. Проте, цю посаду він займав лише місяць, до 19 січня 1922.
Помер 2 червня 1922 внаслідок черевного тифу в Римі.

## Сім'я
Першою дружиною Іонеску була англійка Елізабет Річардс. Вдруге він одружився з польською принцесою Адіною.

## Фото

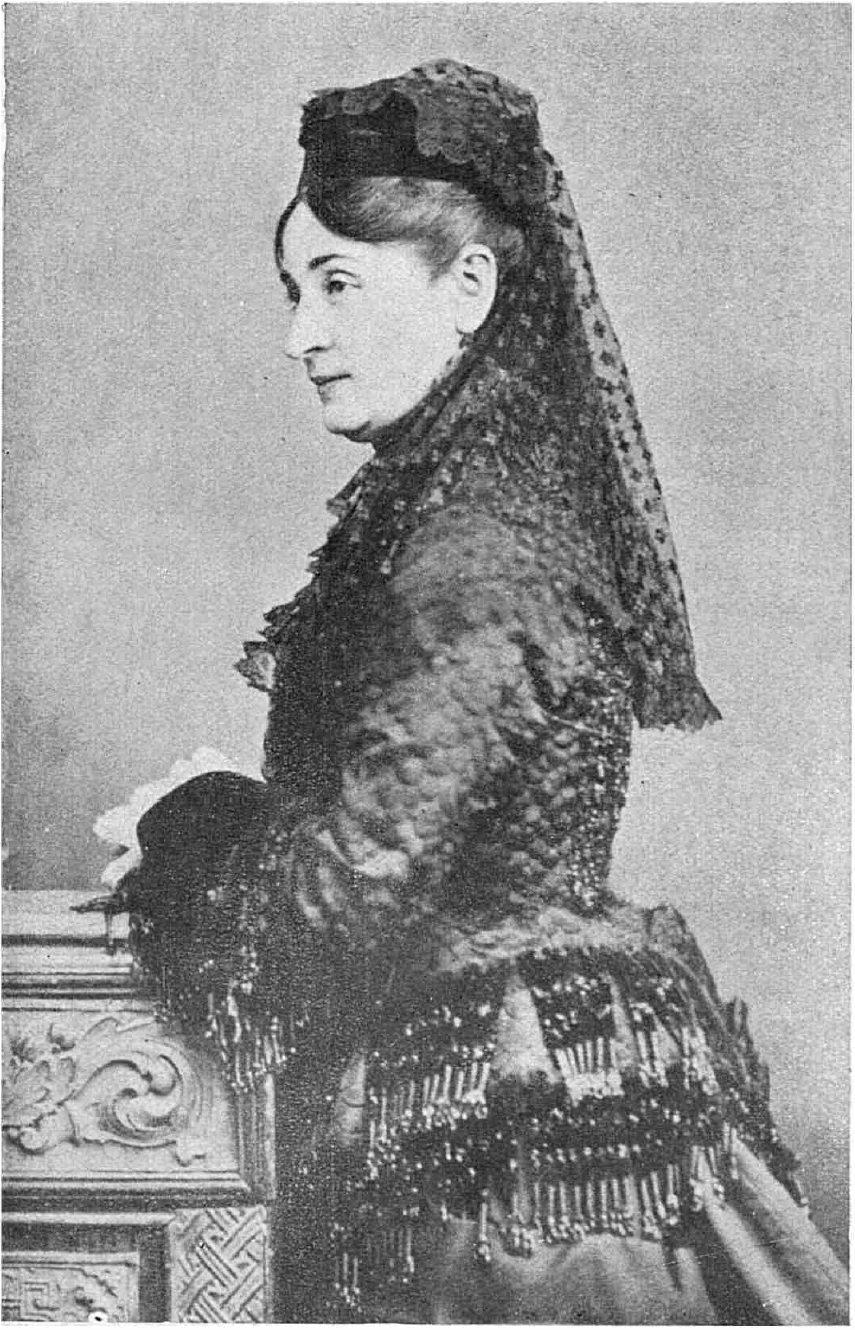
Мати Таке Іонеску
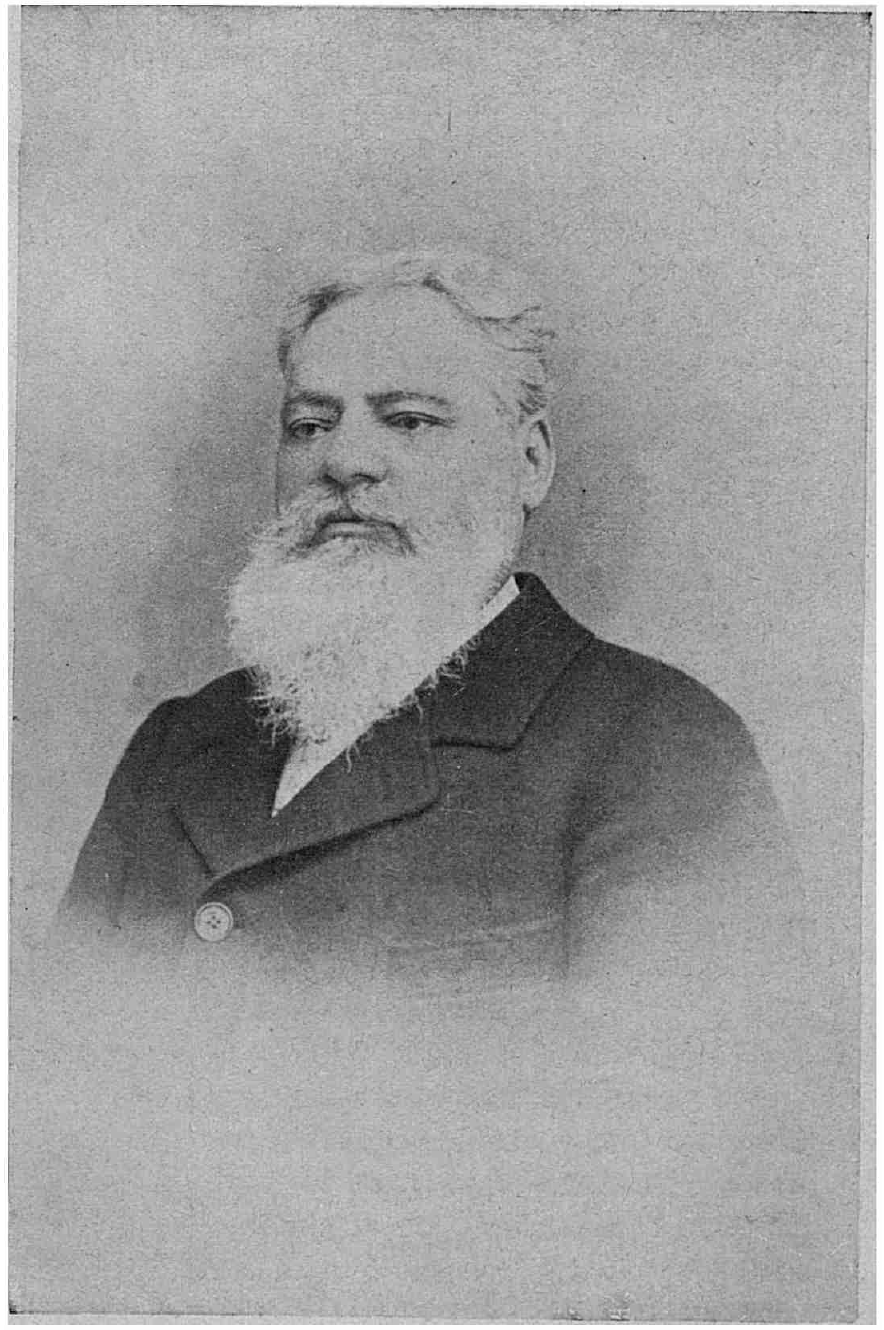
Ґеорґе Іонеску, батько
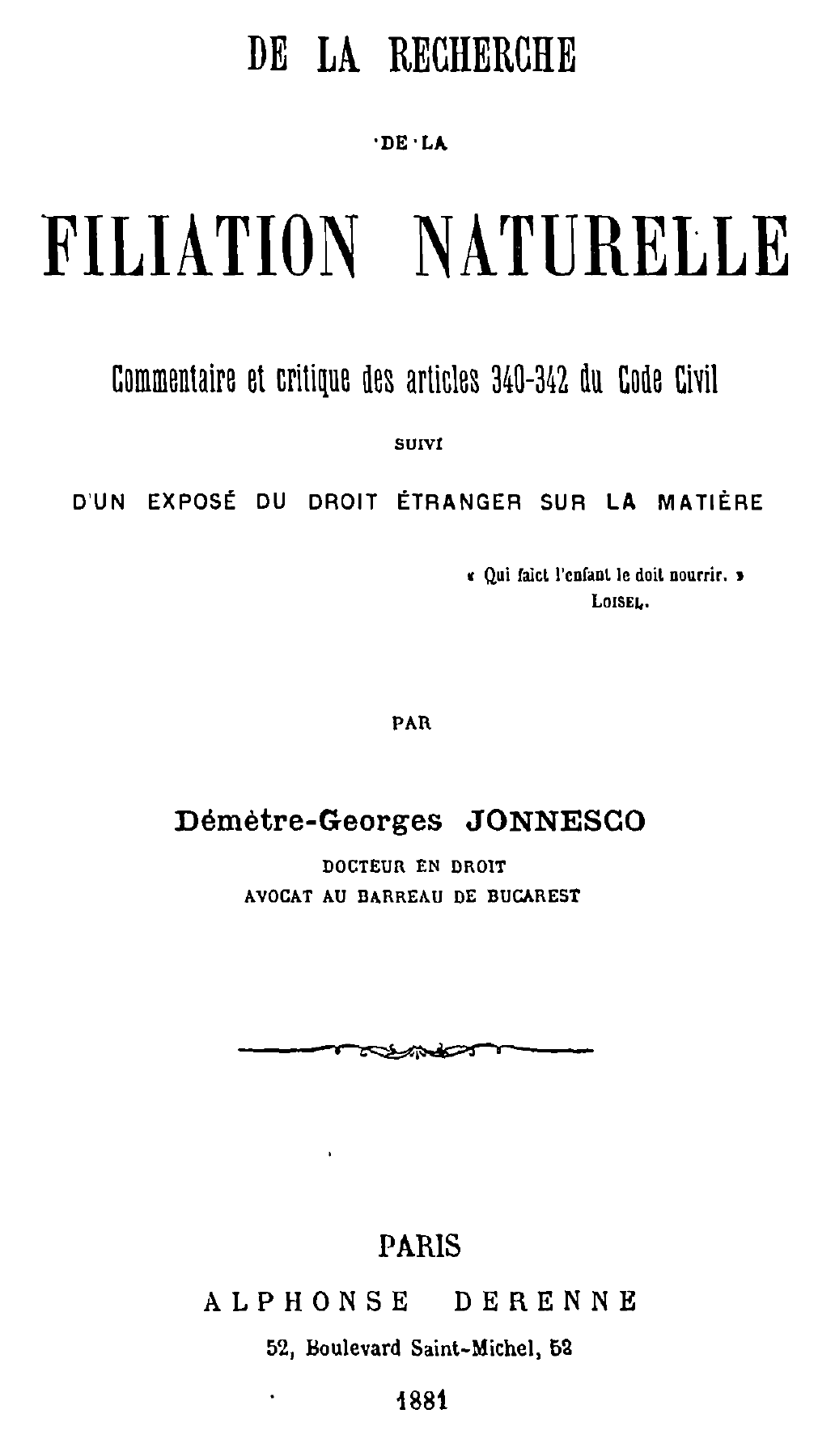
Дисертація в області права написана Іонеску в Університеті Парижа, 1881
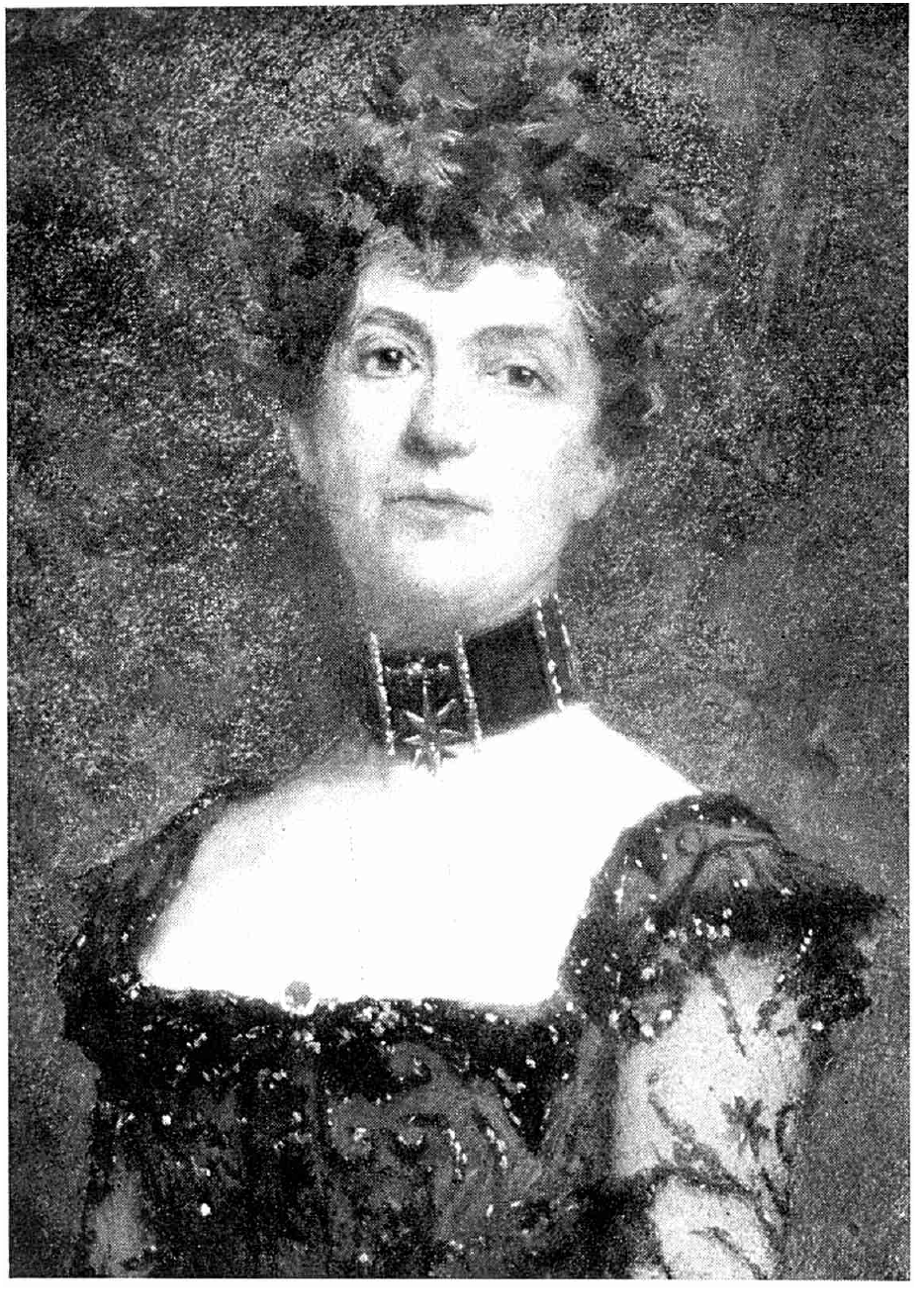
Елізабет (Бессі) Річардс, перша дружина Таке Іонеску
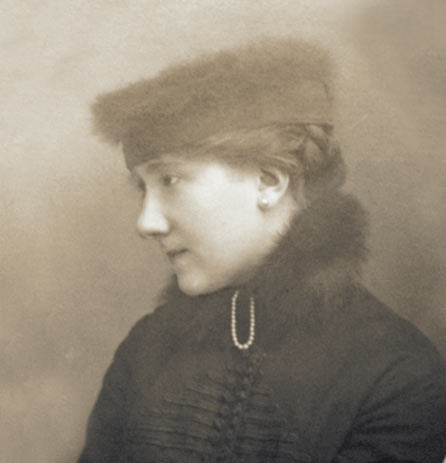
Адіна, друга дружина Іонеску